# Wereldkampioenschap voetbal voor clubs 2006
Het derde FIFA-wereldkampioenschap voetbal voor clubs (Engels: FIFA Club World Cup) vond plaats van 10 tot en met 17 december 2006 in Japan. Aan het kampioenschap, dat door de FIFA werd georganiseerd, namen zes clubs deel: de winnaars van zes continentale bekertoernooien. Het Braziliaanse Internacional won toernooi.

## Stadions
| Yokohama           | Tokio              | Toyota             |
| ------------------ | ------------------ | ------------------ |
| Nissanstadion      | Olympisch Stadion  | Toyota Stadium     |
| Capaciteit: 72.327 | Capaciteit: 57.363 | Capaciteit: 45.000 |
|                    |                    |                    |

## Deelnemers
De volgende teams kwalificeerden zich voor het toernooi:
| Team                   | Confederatie | Kampioenschap                                | begint in:   | Aantal deelnames  |
| ---------------------- | ------------ | -------------------------------------------- | ------------ | ----------------- |
| Al-Ahly                | CAF          | Winnaar van de CAF Champions League 2006     | Kwartfinale  | 2e (vorige: 2005) |
| Auckland City          | OFC          | Winnaar van de OFC Club Championship 2006    | Kwartfinale  | 1e                |
| Club América           | CONCACAF     | Winnaar van de CONCACAF Champions Cup 2006   | Kwartfinale  | 1e                |
| Jeonbuk Hyundai Motors | AFC          | Winnaar van de AFC Champions League 2006     | Kwartfinale  | 1e                |
| FC Barcelona           | UEFA         | Winnaar van de UEFA Champions League 2005/06 | Halve finale | 1e                |
| Internacional          | CONMEBOL     | Winnaar van de Copa Libertadores 2006        | Halve finale | 1e                |

## Scheidsrechters
De FIFA had volgende scheidsrechters en assistent scheidsrechters aangesteld voor het toernooi.
| Continentale bond | Scheidsrechter                          | Assistenten     | Assistenten         |
| ----------------- | --------------------------------------- | --------------- | ------------------- |
| AFC               | Khalil Al Ghamdi Subkhiddin Mohd Salleh | Eisa Ghuloum    | Hamdi Al Kadrie     |
| CAF               | Jerome Damon                            | Enock Molefe    | Celestin Ntagungira |
| CONCACAF          | Carlos Batres                           | Carlos Pastrana | Leonel Leal         |
| CONMEBOL          | Óscar Ruiz                              | Wilson Berrio   | Rafael Yanez        |

## Speelschema
|  |                        |                     |                        |                        | Kwartfinale          | Kwartfinale |              |              | Halve finale | Halve finale |  |  | Finale       | Finale |
|  |                        |                     |                        |                        |                      |             |              |              |              |              |  |  |              |        |
|  |                        |                     |                        |                        | 10 december – Toyota |             |              |              |              |              |  |  |              |        |
|  |                        |                     |                        |                        |                      |             |              |              |              |              |  |  |              |        |
|  |                        |                     |                        |                        | Auckland City        | 0           |              |              |              |              |  |  |              |        |
|  | 13 december – Tokio    |                     |                        |                        | Auckland City        | 0           |              |              |              |              |  |  |              |        |
|  |                        |                     |                        |                        | Al-Ahly              | 2           |              |              |              |              |  |  |              |        |
|  | Al-Ahly                | 1                   |                        |                        | Al-Ahly              | 2           |              |              |              |              |  |  |              |        |
|  | Al-Ahly                | 1                   |                        |                        |                      |             |              |              |              |              |  |  |              |        |
|  |                        |                     | Internacional          | 2                      |                      |             |              |              |              |              |  |  |              |        |
|  |                        |                     | Internacional          | 2                      |                      |             |              |              |              |              |  |  |              |        |
|  |                        |                     | 17 december – Yokohama |                        |                      |             |              |              |              |              |  |  |              |        |
|  |                        |                     |                        |                        |                      |             |              |              |              |              |  |  |              |        |
|  | Internacional          | 1                   |                        |                        |                      |             |              |              |              |              |  |  |              |        |
|  | Internacional          | 1                   | 11 december – Tokio    |                        |                      |             |              |              |              |              |  |  |              |        |
|  |                        | FC Barcelona        | 0                      |                        |                      |             |              |              |              |              |  |  |              |        |
|  |                        |                     | 0                      | Jeonbuk Hyundai Motors | 0                    |             |              |              |              |              |  |  |              |        |
|  | 14 december – Yokohama |                     |                        | Jeonbuk Hyundai Motors | 0                    |             |              |              |              |              |  |  |              |        |
|  |                        | Club América        | 1                      |                        |                      |             |              |              |              |              |  |  |              |        |
|  | Club América           | Club América        | 1                      | 0                      |                      |             |              |              |              |              |  |  |              |        |
|  | Club América           | Vijfde plaats       | Vijfde plaats          | 0                      |                      |             | Derde plaats | Derde plaats |              |              |  |  |              |        |
|  |                        | Vijfde plaats       | Vijfde plaats          |                        | FC Barcelona         | 4           | Derde plaats | Derde plaats |              |              |  |  |              |        |
|  | 15 december – Tokio    | 15 december – Tokio | 17 december – Yokohama | 17 december – Yokohama | FC Barcelona         | 4           |              |              |              |              |  |  |              |        |
|  | 15 december – Tokio    | 15 december – Tokio | 17 december – Yokohama | 17 december – Yokohama |                      |             |              |              |              |              |  |  |              |        |
|  | Auckland City          | 0                   | Al-Ahly                | 2                      |                      |             |              |              |              |              |  |  |              |        |
|  | Auckland City          | 0                   | Al-Ahly                | 2                      |                      |             |              |              |              |              |  |  |              |        |
|  | Jeonbuk Hyundai Motors | 3                   |                        |                        |                      |             |              |              |              |              |  |  | Club América | 1      |

## Wedstrijden
Alle tijden in lokale Japanse tijd (UTC+9)

### Kwartfinales
|                            |               |         |                          | |
| 10 december 2006 19:20 uur | Auckland City | 0 – 2   | Al-Ahly                  | Stadion: Toyota Stadium, Toyota Toeschouwers: 29.922 Scheidsrechter: Khalil Al Ghamdi Assistenten: Eisa Ghuloum Assistenten: Hamdi Al Kadrie Vierde official: Carlos Batres |
| 10 december 2006 19:20 uur |               | Verslag | 51' Flávio 73' Abo Treka | Stadion: Toyota Stadium, Toyota Toeschouwers: 29.922 Scheidsrechter: Khalil Al Ghamdi Assistenten: Eisa Ghuloum Assistenten: Hamdi Al Kadrie Vierde official: Carlos Batres |
| 10 december 2006 19:20 uur |               |         |                          | Stadion: Toyota Stadium, Toyota Toeschouwers: 29.922 Scheidsrechter: Khalil Al Ghamdi Assistenten: Eisa Ghuloum Assistenten: Hamdi Al Kadrie Vierde official: Carlos Batres |
| 10 december 2006 19:20 uur |               |         |                          | Stadion: Toyota Stadium, Toyota Toeschouwers: 29.922 Scheidsrechter: Khalil Al Ghamdi Assistenten: Eisa Ghuloum Assistenten: Hamdi Al Kadrie Vierde official: Carlos Batres |
|                            |               |         |                          | |

|                            |                        |         |              | |
| 11 december 2006 19:20 uur | Jeonbuk Hyundai Motors | 0 – 1   | Club América | Stadion: Olympisch Stadion, Tokio Toeschouwers: 34.197 Scheidsrechter: Jerome Damon Assistenten: Enock Molefe Assistenten: Celestin Ntagungira Vierde official: Subkhiddin Mohd Salleh |
| 11 december 2006 19:20 uur |                        | Verslag | 79' Rojas    | Stadion: Olympisch Stadion, Tokio Toeschouwers: 34.197 Scheidsrechter: Jerome Damon Assistenten: Enock Molefe Assistenten: Celestin Ntagungira Vierde official: Subkhiddin Mohd Salleh |
| 11 december 2006 19:20 uur |                        |         |              | Stadion: Olympisch Stadion, Tokio Toeschouwers: 34.197 Scheidsrechter: Jerome Damon Assistenten: Enock Molefe Assistenten: Celestin Ntagungira Vierde official: Subkhiddin Mohd Salleh |
| 11 december 2006 19:20 uur |                        |         |              | Stadion: Olympisch Stadion, Tokio Toeschouwers: 34.197 Scheidsrechter: Jerome Damon Assistenten: Enock Molefe Assistenten: Celestin Ntagungira Vierde official: Subkhiddin Mohd Salleh |
|                            |                        |         |              | |

### Halve finales
|                            |            |         |                         | |
| 13 december 2006 19:20 uur | Al-Ahly    | 1 – 2   | Internacional           | Stadion: Olympisch Stadion, Tokio Toeschouwers: 33.690 Scheidsrechter: Subkhiddin Mohd Salleh Assistenten: Hamdi Al Kadrie Assistenten: Eisa Ghuloum Vierde official: Khalil Al Ghamdi |
| 13 december 2006 19:20 uur | Flávio 54' | Verslag | 23' Pato 72' L. Adriano | Stadion: Olympisch Stadion, Tokio Toeschouwers: 33.690 Scheidsrechter: Subkhiddin Mohd Salleh Assistenten: Hamdi Al Kadrie Assistenten: Eisa Ghuloum Vierde official: Khalil Al Ghamdi |
| 13 december 2006 19:20 uur |            |         |                         | Stadion: Olympisch Stadion, Tokio Toeschouwers: 33.690 Scheidsrechter: Subkhiddin Mohd Salleh Assistenten: Hamdi Al Kadrie Assistenten: Eisa Ghuloum Vierde official: Khalil Al Ghamdi |
| 13 december 2006 19:20 uur |            |         |                         | Stadion: Olympisch Stadion, Tokio Toeschouwers: 33.690 Scheidsrechter: Subkhiddin Mohd Salleh Assistenten: Hamdi Al Kadrie Assistenten: Eisa Ghuloum Vierde official: Khalil Al Ghamdi |
|                            |            |         |                         | |

|                            |              |         |                                                    | |
| 14 december 2006 19:20 uur | Club América | 0 – 4   | FC Barcelona                                       | Stadion: Nissanstadion, Yokohama Toeschouwers: 62.316 Scheidsrechter: Óscar Ruiz Assistenten: Wilson Berrio Assistenten: Rafael Yanez Vierde official: Jerome Damon |
| 14 december 2006 19:20 uur |              | Verslag | 11' Guðjohnsen 30' Márquez 65' Ronaldinho 85' Deco | Stadion: Nissanstadion, Yokohama Toeschouwers: 62.316 Scheidsrechter: Óscar Ruiz Assistenten: Wilson Berrio Assistenten: Rafael Yanez Vierde official: Jerome Damon |
| 14 december 2006 19:20 uur |              |         |                                                    | Stadion: Nissanstadion, Yokohama Toeschouwers: 62.316 Scheidsrechter: Óscar Ruiz Assistenten: Wilson Berrio Assistenten: Rafael Yanez Vierde official: Jerome Damon |
| 14 december 2006 19:20 uur |              |         |                                                    | Stadion: Nissanstadion, Yokohama Toeschouwers: 62.316 Scheidsrechter: Óscar Ruiz Assistenten: Wilson Berrio Assistenten: Rafael Yanez Vierde official: Jerome Damon |
|                            |              |         |                                                    | |

### Wedstrijd voor vijfde plaats
|                            |               |         |                                                            | |
| 15 december 2006 19:20 uur | Auckland City | 0 – 3   | Jeonbuk Hyundai Motors                                     | Stadion: Olympisch Stadion, Tokio Toeschouwers: 23.258 Scheidsrechter: Khalil Al Ghamdi Assistenten: Eisa Ghuloum Assistenten: Hamdi Al Kadrie Vierde official: Carlos Batres |
| 15 december 2006 19:20 uur |               | Verslag | 17' Lee Hyun-Seung 31' Kim Hyeung-Bum 73' (pen.) Zé Carlos | Stadion: Olympisch Stadion, Tokio Toeschouwers: 23.258 Scheidsrechter: Khalil Al Ghamdi Assistenten: Eisa Ghuloum Assistenten: Hamdi Al Kadrie Vierde official: Carlos Batres |
| 15 december 2006 19:20 uur |               |         |                                                            | Stadion: Olympisch Stadion, Tokio Toeschouwers: 23.258 Scheidsrechter: Khalil Al Ghamdi Assistenten: Eisa Ghuloum Assistenten: Hamdi Al Kadrie Vierde official: Carlos Batres |
| 15 december 2006 19:20 uur |               |         |                                                            | Stadion: Olympisch Stadion, Tokio Toeschouwers: 23.258 Scheidsrechter: Khalil Al Ghamdi Assistenten: Eisa Ghuloum Assistenten: Hamdi Al Kadrie Vierde official: Carlos Batres |
|                            |               |         |                                                            | |

### Wedstrijd voor derde plaats
|                            |                    |         |              | |
| 17 december 2006 16:20 uur | Al-Ahly            | 2 – 1   | Club América | Stadion: Nissanstadion, Yokohama Toeschouwers: 51.641 Scheidsrechter: Jerome Damon Assistenten: Enock Molefe Assistenten: Celestin Ntagungira Vierde official: Óscar Ruiz |
| 17 december 2006 16:20 uur | Abo Treka 42', 79' | Verslag | 59' Cabañas  | Stadion: Nissanstadion, Yokohama Toeschouwers: 51.641 Scheidsrechter: Jerome Damon Assistenten: Enock Molefe Assistenten: Celestin Ntagungira Vierde official: Óscar Ruiz |
| 17 december 2006 16:20 uur |                    |         |              | Stadion: Nissanstadion, Yokohama Toeschouwers: 51.641 Scheidsrechter: Jerome Damon Assistenten: Enock Molefe Assistenten: Celestin Ntagungira Vierde official: Óscar Ruiz |
| 17 december 2006 16:20 uur |                    |         |              | Stadion: Nissanstadion, Yokohama Toeschouwers: 51.641 Scheidsrechter: Jerome Damon Assistenten: Enock Molefe Assistenten: Celestin Ntagungira Vierde official: Óscar Ruiz |
|                            |                    |         |              | |

### Finale
|                            |               |         |              | |
| 17 december 2006 19:20 uur | Internacional | 1 – 0   | FC Barcelona | Stadion: Nissanstadion, Yokohama Toeschouwers: 67.128 Scheidsrechter: Carlos Batres Assistenten: Carlos Pastrana Assistenten: Leonel Leal Vierde official: Subkhiddin Mohd Salleh |
| 17 december 2006 19:20 uur | Adriano 82'   | Verslag |              | Stadion: Nissanstadion, Yokohama Toeschouwers: 67.128 Scheidsrechter: Carlos Batres Assistenten: Carlos Pastrana Assistenten: Leonel Leal Vierde official: Subkhiddin Mohd Salleh |
| 17 december 2006 19:20 uur |               |         |              | Stadion: Nissanstadion, Yokohama Toeschouwers: 67.128 Scheidsrechter: Carlos Batres Assistenten: Carlos Pastrana Assistenten: Leonel Leal Vierde official: Subkhiddin Mohd Salleh |
| 17 december 2006 19:20 uur |               |         |              | Stadion: Nissanstadion, Yokohama Toeschouwers: 67.128 Scheidsrechter: Carlos Batres Assistenten: Carlos Pastrana Assistenten: Leonel Leal Vierde official: Subkhiddin Mohd Salleh |
|                            |               |         |              | |

| Internacional | FC Barcelona |

| GK             | 1  | Clemer              |         |
| RB             | 2  | Ceará               |         |
| CB             | 3  | Índio               | 45'     |
| CB             | 4  | Fabiano Eller       |         |
| LB             | 15 | Rubens Cardoso      |         |
| RM             | 5  | Wellington Monteiro |         |
| DM             | 8  | Edinho              |         |
| AM             | 9  | Fernandão           | 76'     |
| LM             | 7  | Alex                | 46'     |
| CF             | 10 | Iarley              | 90+3'   |
| CF             | 11 | Alexandre Pato      | 61'     |
| Wisselspelers: |    |                     |         |
| GK             | 12 | Renan               |         |
| GK             | 22 | Marcelo Boeck       |         |
| DF             | 6  | Martín Hidalgo      |         |
| DF             | 13 | Ediglê              |         |
| DF             | 21 | Élder Granja        |         |
| MF             | 14 | Fabinho             |         |
| MF             | 17 | Fabián Vargas       | 46'     |
| MF             | 19 | Léo                 |         |
| MF             | 20 | Perdigão            |         |
| FW             | 16 | Adriano             | 76' 84' |
| FW             | 18 | Luiz Adriano        | 61'     |
| FW             | 23 | Michel              |         |
| Coach:         |    |                     |         |
| Abel Braga     |    |                     |         |

| GK             | 1  | Víctor Valdés            |         |
| RB             | 11 | Gianluca Zambrotta       | 46'     |
| CB             | 4  | Rafael Márquez           |         |
| CB             | 5  | Carles Puyol             |         |
| LB             | 12 | Giovanni van Bronckhorst |         |
| DM             | 3  | Thiago Motta             | 55' 59' |
| AM             | 24 | Andrés Iniesta           |         |
| AM             | 20 | Deco                     |         |
| RW             | 8  | Ludovic Giuly            |         |
| CF             | 7  | Eiður Guðjohnsen         | 88'     |
| LW             | 10 | Ronaldinho               |         |
| Wisselspelers: |    |                          |         |
| GK             | 25 | Albert Jorquera          |         |
| GK             | 28 | Rubén                    |         |
| DF             | 2  | Juliano Belletti         | 46'     |
| DF             | 16 | Sylvinho                 |         |
| DF             | 21 | Lilian Thuram            |         |
| DF             | 23 | Oleguer Presas           |         |
| MF             | 6  | Xavi                     | 59'     |
| MF             | 15 | Edmílson                 |         |
| MF             | 32 | Marc Crosas              |         |
| FW             | 18 | Santiago Ezquerro        | 88'     |
| FW             | 22 | Javier Saviola           |         |
| FW             | 31 | Giovani dos Santos       |         |
| Coach:         |    |                          |         |
| Frank Rijkaard |    |                          |         |

| Winnaar WK voetbal voor clubs 2006              |
| ----------------------------------------------- |
| Internacional 1e titel (1e keer wereldkampioen) |

## Individuele prijzen
| Prijs                  | Speler       | Club          |
| ---------------------- | ------------ | ------------- |
| Gouden Bal             | Deco         | FC Barcelona  |
| Zilveren Bal           | Iarley       | Internacional |
| Bronzen Bal            | Ronaldinho   | FC Barcelona  |
| Fair-Play Award (club) | FC Barcelona | FC Barcelona  |

## Topscorers
| Pos. | Speler                  | Club                   |   | Gescoord met penalty |
| ---- | ----------------------- | ---------------------- | - | -------------------- |
| 1.   | Mohamed Abo Treka       | Al-Ahly                | 3 | 0                    |
| 2.   | Flávio                  | Al-Ahly                | 2 | 0                    |
| 3.   | Adriano                 | Internacional          | 1 | 0                    |
| 3.   | Luiz Adriano            | Internacional          | 1 | 0                    |
| 3.   | Salvador Cabañas        | Club América           | 1 | 0                    |
| 3.   | Deco                    | FC Barcelona           | 1 | 0                    |
| 3.   | Eiður Guðjohnsen        | FC Barcelona           | 1 | 0                    |
| 3.   | Kim Hyeung-Bum          | Jeonbuk Hyundai Motors | 1 | 0                    |
| 3.   | Lee Hyun-Seung          | Jeonbuk Hyundai Motors | 1 | 0                    |
| 3.   | Rafael Márquez          | FC Barcelona           | 1 | 0                    |
| 3.   | Alexandre Pato          | Internacional          | 1 | 0                    |
| 3.   | Ricardo Francisco Rojas | Club América           | 1 | 0                    |
| 3.   | Ronaldinho              | FC Barcelona           | 1 | 0                    |
| 3.   | Zé Carlos               | Jeonbuk Hyundai Motors | 1 | 1                    |

## Eindrangschikking

### Eindstand
| Plaats | Club                   | Confederatie | gs | w | g | v | dv | dt | ds |
| ------ | ---------------------- | ------------ | -- | - | - | - | -- | -- | -- |
| Goud   | Internacional          | CONMEBOL     | 2  | 2 | 0 | 0 | 3  | 1  | +2 |
| Zilver | FC Barcelona           | UEFA         | 2  | 1 | 0 | 1 | 4  | 1  | +3 |
| Brons  | Al-Ahly                | CAF          | 3  | 2 | 0 | 1 | 5  | 3  | +2 |
| 4.     | Club América           | CONCACAF     | 3  | 1 | 0 | 2 | 2  | 6  | −4 |
| 5.     | Jeonbuk Hyundai Motors | AFC          | 2  | 1 | 0 | 1 | 3  | 1  | +2 |
| 6.     | Auckland City          | OFC          | 2  | 0 | 0 | 2 | 0  | 5  | −5 |